# Белковщина
Белко́вщина (бел. Бялко́ўшчына) — агрогородок в Сморгонском районе Гродненской области Белоруссии.
Входит в состав Коренёвского сельсовета.
Расположен в центральной части района на левобережьи реки Гервятка. Расстояние до районного центра Сморгонь по автодороге — около 6,5 км, до центра сельсовета деревни Корени по прямой — 6,5 км. Ближайшие населённые пункты — Осиновка, Слабсны, Хотени. Площадь занимаемой территории составляет 0,5510 км², протяжённость границ 3950 м.
Согласно переписи население агрогородка в 1999 году насчитывало 128 человек.
До 2008 года Белковщина была центром Белковщинского сельсовета.
Автомобильной дорогой местного значения Н6146 агрогородок связан с автодорогой республиканского значения Р106 Сморгонь — Молодечно. Также Белковщина связана дорогами местного значения:
- Н6135 со Сморгонью и Ябровичами;
- Н6742 с Караваями.

Через населённый пункт проходят регулярные автобусные маршруты:
- Сморгонь — Стрипуны
- Сморгонь — Ябровичи